# MailChimp
MailChimp або МейлЧімп — американська компанія та однойменний інтернет-сервіс, один з лідерів у маркетингу електронною поштою, створений в 2001 році.
Він має близько 3,5 млн постійних користувачів, які відправляють близько 4 млрд електронних повідомлень на місяць. Над сервісом працює більше 200 чоловік.
Його основним продуктом є інтернет-платформа для відправлення професійних електронних листів розрахованих на масову аудиторію.
Логотипом компанії є шимпанзе, сторінка платформи містить багато гумористичних посилань на цей вид ссавців.
Відправлення пошти із списком меншим 2 тис.адрес в системі безкоштовна.
У лютому 2019 року Mailchimp придбав LemonStand, меншого конкурента. У березні 2020 року придбав невелику лондонську медіакомпанію Courier орієнтовану на навчання підприємців. Журнал має читацьку аудиторію 100 000 читачів у більш ніж 26 країнах світу.